# Kabupaten de Pemalang
Pour l’article homonyme, voir Pemalang.
Le kabupaten de Pemalang, en indonésien Kabupaten Pemalang, est un kabupaten d'Indonésie situé dans la province de Java central. Son chef-lieu est Pemalang.

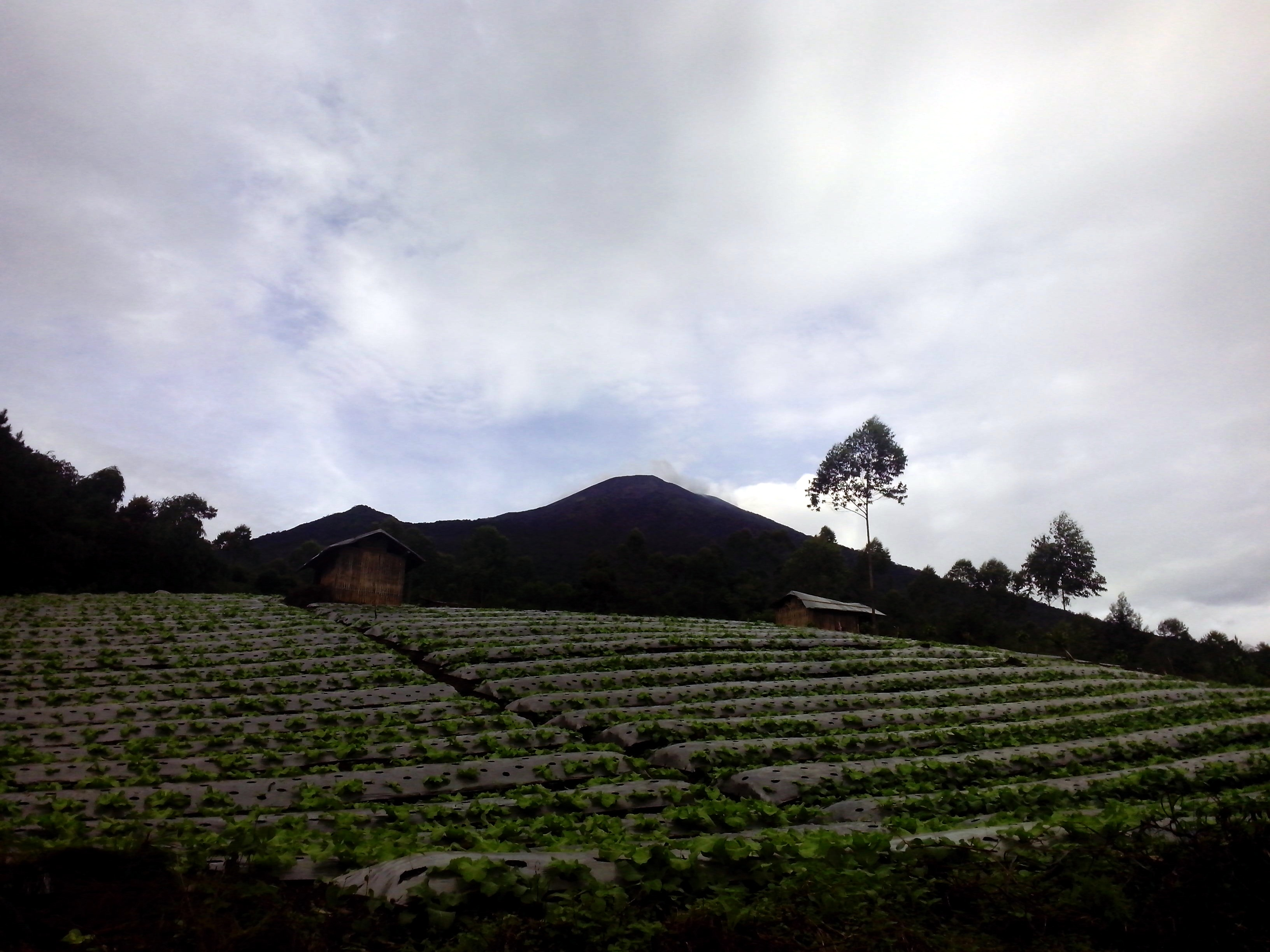
Ferme de choux avec le sommet du mont Slamet en arrière-plan dans le hameau de Camara du village de Batursari, Pemalang.